# Gnathostrangalia aurivillei
Gnathostrangalia aurivillei är en skalbaggsart som först beskrevs av Maurice Pic 1903.  Gnathostrangalia aurivillei ingår i släktet Gnathostrangalia och familjen långhorningar. Inga underarter finns listade i Catalogue of Life.